# Etiopska radnička stranka
Etiopska radnička stranka (amharski: የኢትዮጵያ ሠራተኞች ፓርቲ, Ye Ityopia Serategnoch Parti) je bila marksističko-lenjinistička politička stranka koja je bila na vlasti u socijalističkoj Etiopiji od 1984. do 1991. godine.
Osnovana je 12. rujna 1984., a raspuštena je svibnja 1991. godine. Sjedište joj je bilo u Adis Abebi.
Revolucijom 1974. godine u Etiopiji srušena je vlast cara Hailea Selasija. SSSR je potom pritisnuo Derg neka osnuje civilnu "avangardnu" i "radničku" stranku. Vođa Derga, komunističke pučističke skupine koja je postala vojna hunta, i čelnik Etiopije Mengistu Haile Mariam protivio se tome, smatrajući da je sve uspjelo te da ne treba takva stranka. Budući da je koncem 1970-ih ojačala oružana oporba Dergovoj vladavini, postalo je jasno da će trebati nevojna ustanova koja će nevojnim putem okupiti i privući stanovništvo k sebi, a protiv oporbenih oružanih pokreta.
Godine 1987. Derg je raspušten, a na čelo Etiopije došla je Etiopska radnička stranka, iako su mnogi članovi Derga ostali na važnim položajima. 